# Alles wird gut (2015)
Alles wird gut ist ein deutschsprachiger Kurzfilm von Patrick Vollrath. Er wurde 2015 in den Kurzfilmwettbewerb der „Semaine de la Critique“ nach Cannes eingeladen. Zudem gewann er 2015 den bronzenen Studenten-Oscar, den Max-Ophüls-Preis 2015, den First Steps Award sowie den Österreichischen Filmpreis als bester Kurzfilm. Zudem war er als bester Kurzfilm für einen Oscar nominiert. Der Film ist Vollraths Abschlussarbeit an der Filmakademie Wien. Anlässlich der Verleihung des Österreichischen Filmpreises am 20. Januar hatte Alles wird gut seine TV-Premiere auf ORF III.

## Handlung

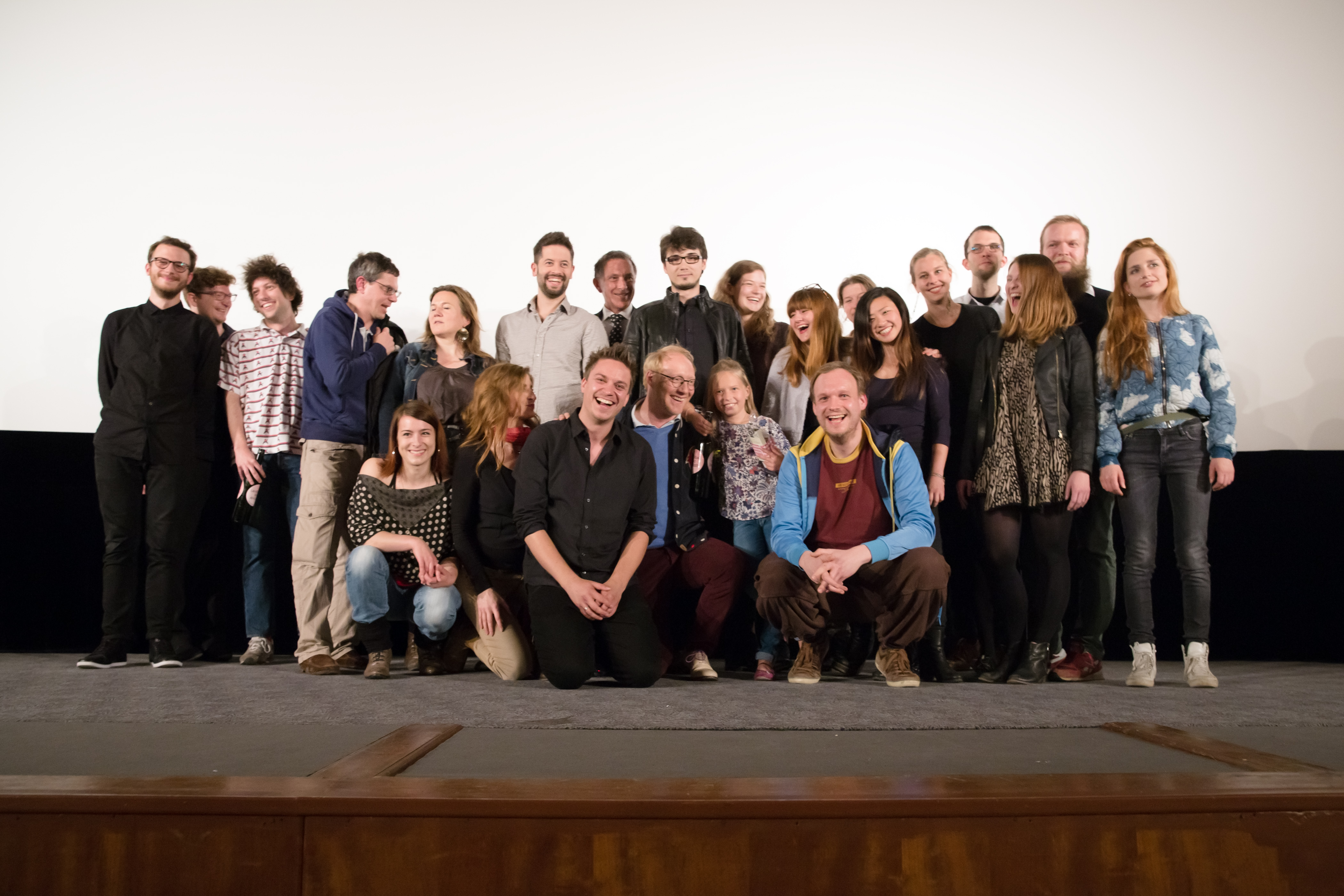
Das Film-Team bei der Österreichpremiere (VIS 2015)

Wie an jedem zweiten Wochenende steht Michael vor dem Haus seiner Ex-Frau und holt seine achtjährige Tochter Lea ab. Michael lässt für Lea einen Notpass ausstellen, um mit ihr anschließend – ohne das Wissen der Mutter – nach Manila zu fliegen. Da der Flug storniert wird, verschiebt sich die Ausreise auf den nächsten Tag. Die Nacht verbringen die beiden im Flughafenhotel, von wo aus Lea heimlich ihre Mutter kontaktiert. Am Morgen wird das Hotelzimmer von der Polizei gestürmt und Lea wieder mit ihrer Mutter zusammengeführt.

## Auszeichnungen
- Oscar 2016: Nominierung, Bester Kurzfilm
- Student Academy Awards 2015: Studenten-Oscar in Bronze, Bester fremdsprachiger Film
- First Steps Award 2015: Bester mittellanger Film
- Studio Hamburg Nachwuchspreis 2015: Beste Regie
- Filmfestival Max Ophüls Preis 2015: Bester mittellanger Film
- Österreichischer Filmpreis 2016 in der Kategorie Bester Kurzfilm